# 스티브 모건 (기업인)
스테판 피터 모건 OBE(Stephen Peter Morgan OBE, 1952년 11월 25일 ~ )은 영국의 기업인이자 자선사업가로 잉글랜드 프리미어리그의 울버햄프턴 원더러스 FC의 구단주이다.

## 일생과 경력
1952년 11월 25일 영국 리버풀 출생으로 사업을 일으켜 1992년 건설 사업으로 OBE를 수상하였고, 카디프 대학 등 여러 대학에서 명예 박사 학위를 취득했다.
한때 잉글랜드 프리미어리그의 리버풀 FC의 지분 5%를 구입하기도 하였으며, 현재는 2007년 8월 9일 울버햄프턴 원더러스 FC를 인수해 구단주로 취임하였다.

## 같이 보기
- 리버풀 FC
- 울버햄프턴 원더러스 FC